# مرد خانواده: زنده در وگاس
مرد خانواده: زنده در وگاس (به انگلیسی: Family Guy: Live in Vegas) نام آلبوم موسیقی است که در سال ۲۰۰۵ منتشر شد. در این آلبوم، تمام آهنگ‌هایی که در سریال مرد خانواده از سال ۱۹۹۹ تا ۲۰۰۵ اجرا شده بود، وجود داشت.